# Markus Windisch

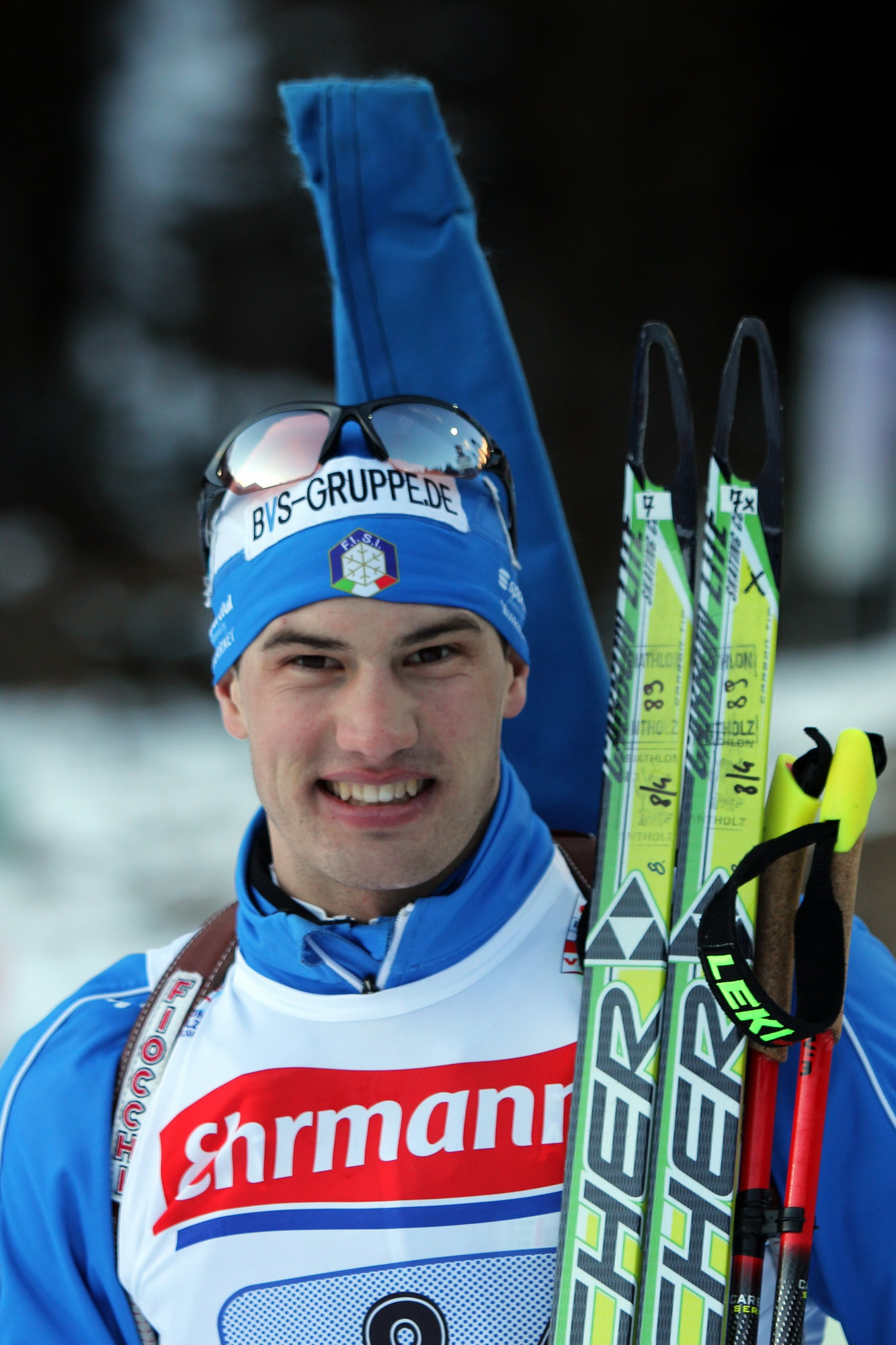
Markus Windisch

Markus Windisch, född 12 maj 1984 i Bruneck, är en italiensk skidskytt. Han har en yngre bror som heter Dominik Windisch, även han är skidskytt.  Windisch är idrottssoldat i Italiens armé och arbetar heltid som skidskytt.

## Karriär
Markus Windisch debuterade i världscupen säsongen 2007/2008 och den säsongens slutade han på en 71:a plats. Hans bästa resultat i världscupen är en 6:e plats i sprinten den 4 februari 2011.